# ستيفان روفيير
ستيفان روفيير (بالفرنسية: Stéphane Ruffier) (مواليد 27 سبتمبر 1986 في بايون - فرنسا) لاعب كرة قدم فرنسي يلعب حاليا لصالح نادي الدرجة الأولى سانت إتيان الفرنسي منذ 2011 في مركز حارس مرمى.

## المسيرة الإحترافية

### أندية لعب لها
- نادي موناكو
- نادي بايون
- نادي سانت إتيان

## روابط خارجية
- ستيفان روفيير على موقع رابطة كرة القدم الفرنسية للمحترفين (الإنجليزية)
- ستيفان روفيير على موقع إي إس بي إن إف سي (الإنجليزية)
- ستيفان روفيير على موقع قاعدة بيانات كرة القدم.إي يو (الإنجليزية)
- ستيفان روفيير على موقع ليكيب (الفرنسية)
- ستيفان روفيير على موقع ناشيونال فوتبول تيمز (الإنجليزية)
- ستيفان روفيير على موقع Soccerbase.com (لاعب) (الإنجليزية)
- ستيفان روفيير على موقع Soccerway.com (الإنجليزية)
- ستيفان روفيير على موقع عالم كرة القدم.نت (الإنجليزية)
- ستيفان روفيير على موقع AS.com (الإسبانية)